# 대동강텔레비전수상기공장
대동강텔레비전수상기공장(大同江-受像機工場)은 평양직할시 대동강구역에 소재하며 전자공업성 전자기구관리국 산하공장으로 루마니아의 지원으로 건설되어 1979년 연산 10만대 규모로 조업을 시작하였다. 
일본의 도시바로부터 91억엔을 도입하여 브라운관 제조설비를 장착한 것으로 추정되고 이후에 동조기, 가변저항, 선륜 생산공정도 설치하였다. 
흑백 및 컬러 텔레비젼 수상기와 부품을 생산하고 한편 이 공장내에는 재일 조총련계 동포들의 헌금으로 애국 천연색 텔레비젼 조립공장이 건설되어 1992년 4월에 조업하였는데, 삼일포라는 20인치 컬러 TV 수상기를 생산하고 있다. 
이 공장은 연건평 4천 8백m2에 부분품을 준비하는 준비 공정과 기판조립공정, 총조립공정, 조종 및 시험공정, 완성포장공정 등으로 구성되어 있으며, 현장에는 프로그람체계에 의해 자동적으로 움직이는 여러개의 컨베이어 시스템이 동서방향으로 놓여있다. 
90년대 중후반 소위 고난의 행군, 강행군 시기에는 생산을 제대로 하지 못했으며 이후 2001년에 생산과정에 컴퓨터를 도입했다.
2003년에는 도금공정을 현대적 기술로 갱신하며 신형 천연색텔레비젼 수상기들을 생산하기 위한 준비사업을 본격적으로 진행했다고한다.
이와함께 3대혁명소조원들에 희해 저순도산화철에 의한 바리움자석 생산기술을 받아들였고 2007년 9월 부속품들의 조립흐름선에 대한 기술개조와 외함사출능력을 높이기 위한 기술개조를 완전히 끝냈다고 한다.
2009년 7월에는 새로운 TV를 개발하고 생산능력을 늘이고 있다고 하였는데 조총련 기관지 조선신보에 따르면 텔레비젼의 품질과 직결되는 내부 프로그램을 자체로 개발했으며, 지난해는 흐름식 생산공정을 새로 꾸려 텔레비전생산능력을 3배로 성장시켜 연간 30만대를 생산할 수 있게 되었다. 
이곳에서 생산되는 텔레비전은 크기가 14인치, 21인치, 29인치의 3종류로 슬림형과 평면형의 기종이 있으며, 다박솔 텔레비전은 21인치 반평면형이다.
현재 공장의 기술진은 액정 텔레비젼 조선어 프로그램 완성에 주력하고, 디지탈화를 위한 기술적 준비도 추진하고 있으며, DVD 녹화기 내장, 하드디스크내장 등 각종 기능을 갖춘 새로운 형태의 텔레비전에 대한 연구도 시작했다고 한다.
2012년들어서면서 현대적 지열 난방체계와 생산 흐름선을 갖춘 액정 TV 생산공정 건설을 진행하여 완공한 것으로 보인다.
2013년에 전자제품 생산에서 성과를 내고 있다 하였으며 동년과 2014년에 사회주의경쟁공동순회 우승기를 받았다는 점에서 2012년과 2013년 생산성과가 있었던 것으로 보인다.